# Phillip Beck
Phillip Beck (ur. 1912, zm. ?) – zbrodniarz nazistowski, członek załogi niemieckiego obozu koncentracyjnego Mauthausen-Gusen i SS-Oberschütze.
Członek Waffen-SS od 25 września 1943. Od 5 czerwca 1944 do 5 kwietnia 1945 był strażnikiem w Linz III, podobozie KL Mauthausen. Beck pełnił służbę wartowniczą w komandzie więźniów pracującym w fabryce zakładów Hermann Göring.   
W procesie załogi Mauthausen-Gusen (US vs. Josef Bartl i inni) skazany został na 5 lat pozbawienia wolności za ciężkie pobicie jednego z więźniów kolbą karabinu.